# 아이작 브록 (가수)
아이작 브록(Isaac Kristofer Brock, 1975년 7월 9일 ~ )은 미국의 록 밴드 모디스트 마우스의 리드 보컬이자 기타리스트, 작곡가이다. 사이드 프로젝트 밴드 어글리 카사노바에서도 활동하고 있다.